# 沃季亞涅 (多布羅韋利奇基夫卡區)
48°29′23″N 31°4′59″E / 48.48972°N 31.08306°E
沃季亞涅（烏克蘭語：Водяне），是烏克蘭中部的村莊，隸屬基洛夫格勒州的新烏克蘭卡區。該村始建於1795年，面積0.3平方公里，海拔高度171米，2001年人口87，人口密度每平方公里294.9人。